# 過海隧道巴士811線
已停運的過海隧道巴士811線是香港的一條馬場巴士路線，由沙田馬場往堅尼地城，途經紅磡海底隧道、灣仔、金鐘、中環及西營盤，港島區停站則與過海隧道巴士101線相同，於九龍區只停紅隧收費廣場巴士站。
雖然本線為聯營路線，但由於每次服務僅開出1班車，因此實際上是由九巴及新巴輪流隔次派車行走。
此線與802線曾同為全程收費最高的新巴路線。

## 歷史
- 1978年10月7日：881線投入服務
- 1982年9月18日：881線改為只由沙田馬場單向往堅尼地城
- 1985年12月15日：881線停止服務。
- 1991年9月14日：重新提供往中西區的巴士服務，編號為811，最初只前往中環港澳碼頭，途經大老山隧道、東區海底隧道、北角及銅鑼灣。
- 1993年4月10日：改為全空調服務。
- 1998年11月21日：延長至堅尼地城。
- 2008年9月15日：改經獅子山隧道、窩打老道、公主道、紅磡海底隧道、堅拿道天橋、摩利臣山道、灣仔道、菲林明道後返回原有路線，不再經大老山隧道、東區海底隧道、北角及銅鑼灣，沙田馬場前往銅鑼灣及北角的服務由改經紅磡海底隧道後的802線替代行走。[1]
- 2018年9月2日（實際生效日期為7月16日，2017-18年馬季煞科日翌日），因沙田馬場返回中西區及灣仔區的馬迷客量稀少，即使改用單層巴士亦支撐不住，故此本線永久取消。

## 服務時間及班次
- 沙田馬場開：
  - 只在沙田賽馬日提供服務，由尾場賽事前1小時至尾場結束後1小時提供服務，客滿即開。

## 收費
全程：$35.6
- 過紅磡海底隧道後往堅尼地城：$6.2

| - 本線設有12歲以下小童及65歲或以上長者半價優惠。 - 本線不設長者及殘疾人士每程$2.0的票價優惠；12至64歲殘疾人士如使用「殘疾人士身份」個人八達通，以及60至64歲香港居民使用「樂悠咭」繳付車資，會以全費計算。 - 乘客可以現金或八達通於上車時付款，不設找續。 - 每位成人乘客可免費攜帶最多兩名4歲以下而不佔座位的兒童乘客乘車，超額之4歲以下小童必須繳付小童車費乘車。 - 持有「九巴月票」之乘客在車票有效期內，每日可享最多10程任何九龍巴士及龍運巴士路線（包括本路線，合資格車程只適用於九龍巴士／龍運巴士提供的班次；惟乘搭機場「A」及「NA」線則可享原價二七折優惠（不會計算每天10次合資格車程））；而B1線則可每日可享最多2程（不會計算每天10次合資格車程）。 - 九龍巴士、城巴、龍運巴士及陽光巴士全職員工及家屬（不包括外判職員）可免費乘搭本路線（陽光巴士員工及家屬只適用於九龍巴士提供的班次），惟必須拍職員或職員家屬八達通。 - 乘客亦可使用AlipayHK「易乘碼」、支付寶、WeChatHK／微信支付「搭車碼」、銀聯雲閃付「乘車碼」及BOC Pay「乘車碼」、具有感應式支付功能的JCB、卡美國運通、大來國際、Discover Card（只適用於九龍巴士／龍運巴士提供的班次）、VISA、Mastercard及銀聯卡，以及Apple Pay、Google Pay及Samsung Pay流動支付平台繳付車資。九巴班次的乘客使用上述付款方式，將只可享有與其他九巴路線／聯營路線九巴班次之轉乘優惠；城巴班次的乘客使用上述付款方式，將只可享有與其他城巴獨營路線或聯營線城巴班次之轉乘優惠。乘客亦不能享有「公共交通費用補貼計劃」。 |

## 行車路線
經：沙田馬場通道、大埔公路－沙田段、沙田路、獅子山隧道公路、獅子山隧道、窩打老道、公主道、康莊道、紅磡海底隧道、堅拿道天橋、禮頓道、摩利臣山道、灣仔道、菲林明道、軒尼詩道、金鐘道、德輔道中、摩利臣街、干諾道中、干諾道西、德輔道西、堅彌地城海旁、山市街、卑路乍街、域多利道及西寧街。

### 沿線車站

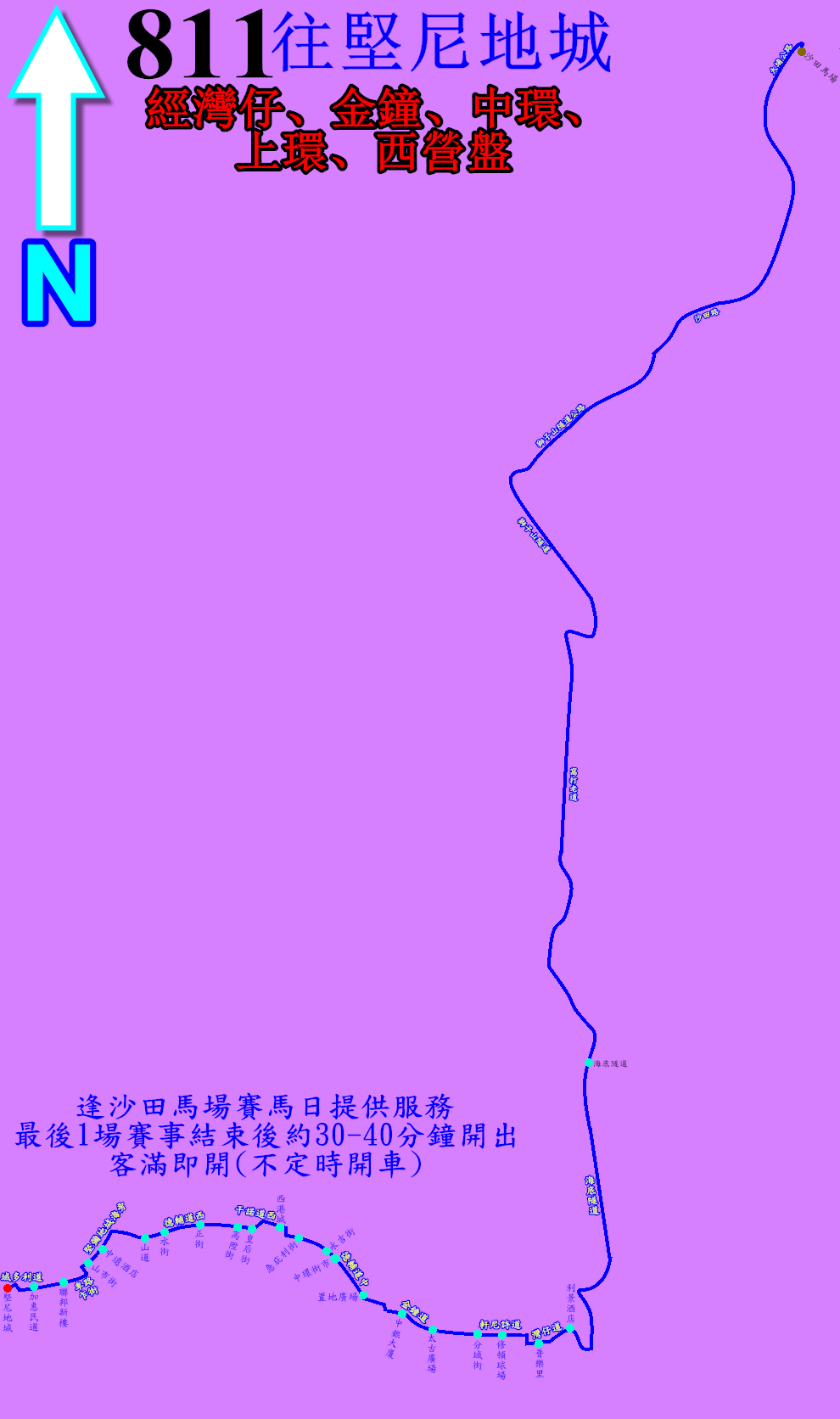
811線的走線圖

| 1                                                                       | 沙田馬場         | 沙田馬場巴士總站           |
| 大埔公路－沙田段； 獅子山隧道公路、獅子山隧道、窩打老道、公主道、康莊道 |                  |                            |
| 2                                                                       | 海底隧道收費廣場 | 康莊道                     |
| 海底隧道及堅拿道天橋                                                    |                  |                            |
| 3                                                                       | 利景酒店         | 灣仔道                     |
| 4                                                                       | 普樂里           | 灣仔道                     |
| 5                                                                       | 修頓球場         | 軒尼詩道                   |
| 6                                                                       | 分域街           | 軒尼詩道                   |
| 7                                                                       | 太古廣場         | 金鐘道                     |
| 8                                                                       | 中銀大廈         | 金鐘道                     |
| 9                                                                       | 置地廣場         | 德輔道中                   |
| 10                                                                      | 中環街市         | 德輔道中                   |
| 11                                                                      | 永吉街           | 德輔道中                   |
| 12                                                                      | 急庇利街         | 德輔道中                   |
| 13                                                                      | 西港城           | 干諾道西                   |
| 14                                                                      | 皇后街           | 德輔道西                   |
| 15                                                                      | 高陞街           | 德輔道西                   |
| 16                                                                      | 正街             | 德輔道西                   |
| 17                                                                      | 水街             | 德輔道西                   |
| 18                                                                      | 山道             | 德輔道西                   |
| 19                                                                      | 中遠酒店         | 堅彌地城海旁               |
| 20                                                                      | 山市街           | 堅彌地城海旁               |
| 21                                                                      | 聯邦新樓         | 卑路乍街                   |
| 22                                                                      | 加惠民道         | 域多利道                   |
| 23                                                                      | 堅尼地城         | 堅尼地城（西寧街）巴士總站 |

## 使用狀況
自從本線與802線一樣改道後，雖然只是服務港島西區的馬場乘客，但由於受到獅子山隧道和紅隧的交通擠塞影響，以致車程延誤，加上從沙田馬場搭乘港鐵到紅磡站轉乘隧巴過海(2022年5月15日前)亦比直接搭乘本線便宜(而且紅隧巴士站往灣仔及中西區有更多選擇)，因而客量持續偏低。因此運輸署在2018-2019年度的巴士路線計劃中建議永久停駛本路線，並於2018年9月2日起實施。

## 外部連結
新巴
- 過海隧道巴士811線路線圖 （页面存档备份，存于）

其他
- Cross Harbour Racecourse Route 馬場過海路線－811 （页面存档备份，存于）